# サラリーマン金太郎
『サラリーマン金太郎』（サラリーマンきんたろう）は、本宮ひろ志による日本の漫画作品。1994年から、幾度かの休載期間を挟みつつ週刊ヤングジャンプで2016年まで連載された。主人公・矢島金太郎のサラリーマンとしての活躍と成長を描いたビジネス漫画。
2005年より、外資系銀行に転職した金太郎の活躍を描くデジタルコミックのダウンロードサービスが、楽天で行われた。同年49号にてヤングジャンプ誌上に「マネーウォーズ編」として復帰。
2009年7号より新シリーズ『新サラリーマン金太郎』開始。倒産直前の窮地にいたヤマト中央建設の社長に就任した。2010年18号から2011年1号までは『新サラリーマン金太郎 順不同』と一部改題、エピソードごとに時間軸が前後する展開をとった。2015年20号から2016年11号までは『サラリーマン金太郎 五十歳』を連載。当ページでは本編の他、マネーウォーズ編、新サラリーマン金太郎（順不同）についても述べる。
2013年には味の素の企業広告として、グリナとのコラボ漫画が掲載された。2018年2月時点でシリーズ累計発行部数は3000万部を記録している。

## あらすじ

### 本編
暴走族集団・八州連合の元ヘッド矢島金太郎は、亡き妻・明美の故郷で忘れ形見の竜太とともに漁師をしていた。ある日、事故で漂流中のヤマト建設会長・大和守之助を救った事がきっかけで、金太郎はヤマト建設に見習い社員として入社する。金太郎が入社したヤマト建設は、官僚から天下りしてきた横暴な大島社長が専横を極めており、守之助会長や創業時からの叩き上げである黒川専務は退陣を迫られていた。サラリーマンとしての枠に捉われない金太郎の大胆な行動に感銘を受けたヤマト建設の社員達は、守之助会長を退陣から救うために活動を開始する。

### マネーウォーズ編
本編の最終回で金太郎が面接を受けた外資系銀行は、美々の義父フランクリン・モーガンが経営する会社であった。金太郎は外資、金融投資という未知の現場において悪戦苦闘していく。そんな中、金太郎がチーフとして運営するチームがナビリアの通貨「ギラ」に対し投資を続けるが、その世界の大物が金太郎チームの前に立ちふさがる。

### 新サラリーマン金太郎編
ナビリアの投資庁に所属していた金太郎だったがリーマン・ショックの影響を受け多大な損害をナビリアに与えたことに責任を感じ帰国、大和守之助の墓参りへ向かう。金太郎を待ち構えたのはヤマト中央建設倒産の話であった。倒産を回避するため金太郎は驚きの手段を使う。ヤマト中央建設は金太郎を社長にしたが、金太郎の考えに反発する人間たちが暗躍する。

### 順不同
サラリーマン金太郎の本編では書かれなかったエピソードを追加、単独コミックス化はされず、新サラリーマン金太郎のコミックスに収録している。また、本編と設定が変わっているものがある。
- 設定が変わっているもの
  - 金太郎の正社員後の配属先（本編では営業一課だが、順不同では営業三課）
  - ヤマト建設における一課と二課の役割の相違（本編では一課は大手民間企業向け、二課は公共工事向けとなっているが順不同では逆になっている）

前述の理由により順不同はパラレルワールドになっている。

### 五十歳編
3年ほど世界を巡る旅から帰った金太郎は、50歳で主都電力のヒラ社員として入社する。

## 登場人物

### 矢島家
矢島金太郎（やじま きんたろう）
本作の主人公。愛称は「金ちゃん」。口癖は「サラリーマンをなめんじゃねえ！」。暴走族集団「八州連合」を解散し総長を引退した後に妻の実家で漁師をしていたが、高知沖を漂流中の大和守之助を救ったことが縁でヤマト建設の庶務係に見習いとして採用される。大島社長追放に伴い正社員として採用され営業部配属される。当初は鉛筆削りばかりさせられるも、削り方が良かったのか使っていた設計課の前田に「書き易い」と評される。また、黒川専務に浮きを作るなど手先は器用なようである。
ヤマト在職時のキャリアは豊富で大島社長の解任後からは、東北のトンネル工事現場管理や河北市への赴任など現場・支社勤務経験後、主任・係長を経てナビリア出張や子会社YMTランドへの出向、伊郷・丸山両社長時では社長室長に。アメリカ留学(一旦退職した上で、モルガン大学AMPコースに入学)、北海道支社長(発令されるも受任せずにアマゾンへ行った為着任せず)などを経てヤマト中央建設退社時の最終的な役職は総務部長。公私に渡るつながりを利用しヤマト建設を何度も倒産の危機から救っていただけではなくリストラされたヤマト社員をYMTランドに取り入れ、金太郎自らがYMTランドの社長になり彼らの再生に成功、全員をヤマト建設に復帰させている(しかし、金太郎がアメリカ留学中にYMTランドの人間はほとんどが退職してしまう。伊郷会長によるヤマトの改革についていけなかった)。しかし総会屋との戦いで大和前会長が殺害されるとヤマトを退職。漁師に戻り、本編ではヤマト建設に戻ることは無かった。サラリーマンに復職した際は、商社の東紅。
その後『マネーウォーズ編』で、モルガン家の経営とは知らずモーガン銀行の子会社・INB日本支社に就職(INB自体がモーガン銀行の子会社とは知らず、「鼻持ならない傲慢な白人が経営してるでしょ」ぐらいにしか思っていなかった)。動機は「銀行が面白そうだから」。
INB日本支社で金太郎ファンドを立上げ、ジョー・ロスとのマネーウォーズに勝利し、3兆円を手にする。サラリーマンとして破格以上の収入を手にするが、「ファンド業が好きになれない」と金太郎ファンドを解散。再び、高知・大北町で漁師に戻るが、その大北町の役所職員の就業ぶりがあまりに町民を見下していた為、怒りを覚える。住民票移転の手続きの際、今井大北町の町長から町長補佐官に就いてくれと要請され、補佐官に就任。その際、ヤマト時代の政敵でもあった鷹司をブレーンに起用し、マネーウォーズで得た収入で、メタンハイドレートによる発電事業を起し大北町を独立行財政特区にした。その後、鷹司に大北町を託す。
金太郎自身はアラブ・アラビアへ渡り、アラビア投資庁に就職(マネーウォーズ編と新サラリーマン金太郎編の間に当たり、回想のみで語られている)。世界同時株安不況による、損失の責任を取り、投資庁を退職。金太郎自身は世界同時不況をある程度、予測していたらしく、ハッサン国王に投資・運用及び国内の経済・雇用施策に進言していたが、国王や閣僚達が金太郎の言を退けた結果、損失を出した。自身の責任ではないが、投資庁を実質的に指揮を執っていたこともあり、責任をとったのが退職の理由。ここからが新サラリーマン金太郎編となる。
『新サラリーマン金太郎編』では、日本に帰国し、しばらくの間ゆっくりするつもりだったが、大和元会長の墓参で大和龍平・伊郷・黒川と再会。彼らの要請でヤマト中央建設社長に就任。ヤマト中央建設をアラビア投資庁に売却し、ヤマト中央建設を倒産から回避させた。
ヤマト中央建設時代の政治家への献金が、問題となり、そのきっかけで金太郎ファンド時代に手にした3兆円の税処理で問題となり、懲役に服することとなる。仮出所し、中村加代から出版社・怪童社の社長になれと言われ、やむなく就任。その怪童社で編集員がヤクザに拉致され、金太郎が暴れたことにより、仮出所期間だったこともあり、社長を退任。
『五十歳』では沢村 エリ子の主導でW・E側の主都電力社長候補に選任されるが、株主投票で柴田太郎に負けて、新規事業立ち上げ担当副社長となり、原発事故収束ファンドを開設する。
喧嘩は強く、上京して来たばかりの頃、渋谷で後に隣人そして後の上司となる水木がチンピラにからまれているのを見つけて、竜太をネンネコでおぶったまま竜太に怪我させる事なくチンピラと喧嘩して詫びさせたりしている。不良の間では未だに伝説の八州の頭(ヘッド)矢島の金ちゃんと恐れられており、そのチンピラ達も知っていた。しかし、一ツ橋(天風山)や伊郷などに敗れる場面もあり、作中において最強ではない。さらに物語が進むと喧嘩で負ける場面も増え、本人も歳のせいかと嘆く事になる。
八州時代は優男ながらも硬派で知られ、女の子にファンがいるほどで、実際に暴走族の写真集を買っていて金太郎に憧れていた女子社員がいた(件の女子社員は同僚の女子社員から「あんた、族だったの?」と言われて、「彼は特別」と言っている。このことからも分かるように、不良でない人にも人間的魅力を認められていた)。しかし、その人間的魅力や行動力で美鈴、中村加代(加代からは「ジジババ殺し」と評されている)といった女性陣はおろか、鷹司・山金・大島のように当初は敵対していたものですら心服させている。また、正直な性格ゆえ、行く先々で些細なトラブルを起こし刑務所に入ることになる。最終的な前科は4犯。
幼少の頃から頭の良さの片鱗が出ていたが、父親・照男がヤクザであり、仲間の殺人を肩代わりし服役した為、周囲から迫害の対象だった。その為、満足な就学を受けられず、更に母親光子も金太郎が小学生の頃にムリが祟り亡くなってしまう。母方の親戚の下で中学を卒業すると、就職の為東京へ出る(親戚からは高知に残りせめて高校は出ろと言われていたが、思い出が残る地から離れる為、東京へ出てしまう)。東京でバイク屋で住み込みで働き、夜学に通うも暴行事件を起してしまい、更にバイク屋もある詐欺に引っかかってしまい、退職を余儀なくされた。その頃の夜学で出会った同級生に八州連合の総長が居り、その出会いを通じて八州入り。後に後任の総長に指名される。
八州連合伝説の東京都内走破後、少年院に収監され、亡き母が眠る・高知へ戻り、漁師をしていたが、ヤマト建設会長・大和守之助と出会い物語が始る。

矢島（旧姓：末永） 美鈴（やじま みすず）（すえなが）
銀座の高級クラブ「ジャルダン」のママ。金太郎の後妻。政界の大物・故黒田征四郎の元愛人で切れ者であり、政財界に強い人脈を持つ。元々、三田から美鈴の気に入る人間を連れてくるという勝負をしていたが三田が最後に連れてきた金太郎に一目ぼれし、恋人となる。その後、それまで築いた財産を全て「美々に贈与し、身一つで来て欲しい」という金太郎の条件を承諾して結婚。美香を出産。
娘の美々に対しては「金太郎を取ったら自殺する」や「金太郎のためなら殺されてもかまわない」と話していた。そのため、結婚前は金太郎の赴任先全てに姿を見せている。が、ゴルフになると人格が変わり、金太郎が浮気した時はその圧倒的な威圧感で金太郎を謝罪させている。金太郎がどの職業についても反対はしなかったが唯一、山金から地盤を譲ると美鈴に持ちかけた時だけは反対した。
『五十歳』では沢村エリ子の提案で離婚届を記入するが、金太郎が記入・役所に提出せず無効になる。
矢島 明美（やじま あけみ）
金太郎の亡き前妻。盲目だったが、あるきっかけで金太郎と出会い結婚。竜太を出産するときに亡くなった。時折回想シーンで出ることはあったが、金太郎が美鈴と出会った際に、金太郎の夢の中で「新しい人生を歩んで欲しい」と伝え消えていった。
矢島 竜太（やじま りゅうた）
金太郎の長男。金太郎と亡き前妻・明美の子。かなりの優等生で赤ん坊の頃はやんちゃだったが、金太郎の鶴の一声で大人しくなっていた。有名私立中学の試験に合格していたが、金太郎のヤマト退社に伴い移転、地方の中学に編入する。海外の大学へ留学後、結婚し二児の父となる。
『五十歳』では大北町メタンハイドレート発電の現場で働く。
矢島 翔子（やじま しょうこ）
竜太の妻。竜太とは大学時代から知り合い、結婚した。結婚当初はとても夫婦円満だったが、子供を産んでからは、利己主義な一面も多くなり、何事も自分を優先したり、仕事ばかりの夫に八つ当たりしたり、田舎暮らしが嫌になって、実家がある都会の東京へ帰ろうとしたりとわがままな一面もある。
矢島 大輔（やじま だいすけ）
竜太と翔子の子。
矢島 美香（やじま みか）
金太郎の長女。金太郎と美鈴の子。幼少時は髪の色が一定していなかった。荒井というボーイフレンドがいる。竜太とは異母兄妹。
『五十歳』では京都の大学に進学。
末永 美々（すえなが みみ）
美鈴と黒田征四郎との間に産まれた娘。アイドルタレントでその姿はかなり日本人離れしており脚が異様に長く描かれている。初登場時に新聞の自らのヌード写真を掲載(連載当時の法律では未成年芸能人のヌードは合法だった)するなど破天荒である。母同様、金太郎に恋したが、金太郎からは「お母さん(美鈴)を選ぶ」と言われ振られる。後、芸能関係者と婚約発表寸前まで行くが破局した。アメリカに渡り、芸能界を引退しモーガン財閥の御曹司、ジャック・モーガンと結婚。金太郎の義理の娘、竜太とは義姉弟に当たるが、金太郎や竜太との血縁関係はない。美香とは異父姉妹。
『五十歳』では4人の子供がおり、長女ジュディは大学生。
矢島 照男（やじま てるお）
金太郎の父親。昔、ヤクザをしていて金太郎が子供の頃はずっと刑務所にいた。服役中に山王会の本城総裁を助けたことから、出所後、山王会の本城総裁の相談役(将棋相手および居候)になり、頭に血が上りやすい本城総裁のブレーキ役になっているが、ヤクザ家業からは足を洗っている。しかし、傘下の組員からは本城総裁を止められる男として一目置かれている。成人した金太郎と再会、和解した。金太郎の子供たちにも祖父として接している。
矢島 光子（やじま みつこ）
金太郎の母親。金太郎が小さいときに病死する。夫である照男が刑務所に入ってしまっても、恨み言は一度も言わず、「立派な男だった」と言い聞かせながら金太郎を育てた。
ダイゴ
美鈴が馬主になっている競走馬。産まれた直後に母馬が急死している。気性難があり競走成績が悪く勝つことができなかったが金太郎と出会い変わっていく。中央在籍時は1勝だったが地方に移籍後は連勝の日本記録を樹立する。引退後は産駒のダイゴゴールドが無傷の4連勝で青葉賞を制している。

### モーガン家
フランクリン・モーガン
アメリカの一財閥モーガン財閥の総帥、美々の義父。アメリカの政財界に多大なる力を持つためグレートモーガンと呼ばれている。当初は美々と息子ジャックの結婚に反対していたが、金太郎がアメリカ留学で起した傷害・暴行事件での金太郎の裁判での立ち振る舞いで金太郎を気に入り、モーガン財閥で働かないかと持ちかけるが断られるも、「これからもよろしく矢島のお父さん」と美々と息子の結婚を認めた。
その後、金太郎の最大の庇護者となり、金太郎の事業の出資や保釈金の肩代わりなど、陰日向となく支援している。
マネーウオーズ編プロローグでは金太郎家の隣にわざわざ移転してきた(マネーウオーズ編1巻ではアメリカに戻っている)。金太郎に惚れ込んでおり、金太郎がグループ子会社にモーガン家関連と知らずに就職したときは、まっさきに再来日するほどである。恐妻家であり妻のメリーには頭が上がらない。
ジャック・モーガン
モーガン財閥の御曹司、美々の夫。容姿は金太郎に瓜二つである(年齢も同じ)。日本滞在時に金太郎と意気投合。金太郎のアメリカ留学時は何かと金太郎をサポートしている。
メリー・モーガン
フランクリンの妻。フランクリンを心から愛しており来日した際には、夫婦水入らずで生活できると大変気に入っていた。愛情表現でフランクリンを殴ることがある

### ヤマト建設

#### 本社（ヤマト中央建設含む）
大和守之助（やまと もりのすけ）
ヤマト建設の創業者にして初代社長。金太郎と出会ったときは会長で命の恩人である金太郎の最大の理解者。ヤクザと喧嘩した金太郎や田中・前田を「ヤマトは元々土建業だ。喧嘩の一つや二つ出来んでどうする」と言う理由と「ヤマトのオーナー」の権限を行使し、でクビを回避させるなど人格者。物語終盤で総会屋とのトラブルに巻き込まれ鹿児島空港で射殺される。
大島 源造（おおしま げんぞう）
ヤマト建設二代目社長。元建設官僚としてのコネクションを理由に社長に天下りするも、横暴な性格で、そして金の亡者であり、「ヤマトのオーナー」である事を良い事に自分の意に沿わない会長、社長の自分に対してデカい態度を取る金太郎を嫌っている。金太郎と敵対し、結果的に会長派に解任される。解任後も、ヤマト建設の倒産危機に乗じて復帰を画策するが失敗。
アクアライン構想での金太郎と鷹司との争いの中で金太郎の態度に心服。真実を話し鷹司構想でのプロジェクト総裁を断ろうとするも、金太郎からなお事業参画を要請され、参謀に就く。アクアライン構想は矢島案でいく事が採択されるも、鷹司の策謀で省庁間・建設会社間の縄張り争いに巻き込まれ最終的には、JVが組まれヤマトが幹事社となり、大島が実行委員長となる。しかし、アクアライン構想も不況により、中止に追い込まれたらしい。
黒川 優作（くろかわ ゆうさく）
ヤマト建設三代目社長。創業からのたたき上げでヤマト建設専務取締役を経て、大島の解任の後に社長となる。金太郎を自分の後継者にと思っている。東北支社に所属する青葉高子の父親で金太郎に結婚を薦めるが、美鈴の存在もあり断られた。社長として辣腕をふるう半面、銀座で遊ぶことも多く、諸事情で美鈴、加代から店の出入り禁止や銀座遊びの禁止を言い渡されたことがある。ヤマトのリストラ計画で金太郎と対峙した際は表面上は対立しているが、金太郎にメールで新会社設立の策を影ながら授けていた。YMTランドを吸収合併する際、責任を取り辞任、伊郷に社長職を譲る。以後は娘高子と一緒に暮らしている描写が描かれている。
一時は、伊郷社長の経営を邪魔しない為ヤマト建設との交流を絶っていたが、相談役として復帰。後、伊郷の社長専任に伴い、代表取締役会長として経営に戻る。
『新サラリーマン金太郎編』で、金太郎が収監された為、金太郎が復帰するまで黒川がヤマト中央アフラビの日本側CEOとして就任した。
『五十歳』では死去していることが明かされている。
伊郷 龍蔵（いごう りゅうぞう）
ヤマト建設東北支社の副支社長。談合屋。東大出身(学生紛争の際、まわりの罪を背負う代わりに中退)。元建設省出身。日本拳法の達人で金太郎を自分の若かりし頃の姿に重ね、厳しくも温かく見守る。
後にヤマト建設の無任所取締役・労務担当常務取締役を経て四代目代表取締役社長となる。
社長就任後、平成銀行などのメインバンクを説得し、莫大な負債をヤマト建設から切り離し、新たに資本注入し、(株)ヤマトとして再出発させ、優良会社に再成長させた。
一計を案じて元秘書室長で守之助の縁戚だった大石副社長との間に内部抗争を勃発させるという芝居を演じて日和見主義の役員陣を一掃した後、社長の座を大石に明け渡して自身は空席だった会長に収まる。
一度、会長兼社長に就くが中央建設との合併を経て誕生したヤマト中央建設でも会長に就任。余命いくばくもなかった丸山社長の自殺と金太郎の後任社長就任辞退を受けてヤマト中央建設の社長に復帰、会長となった黒川とともに守之助の血を引く龍平を新たにトップに据えることを画策、その実現とともに表舞台から退いた。
『マネーウォーズ編』では、顧問として大和龍平社長を支えていたが、金太郎の大北町での起業に助力する。
『新サラリーマン金太郎編』では、金太郎の社長就任に伴い、役職は明言されていないが、霞ヶ関対策要員として金太郎を補佐する。
『五十歳』では死去していることが明かされている。
大石 大作（おおいし だいさく）
ヤマト建設秘書室長。守之助の縁戚者。
のちに副社長を経て五代目代表取締役社長となる。
伊郷の社長就任後、彼に反発する役員に担がれて社長解任の動議を発するが、これは日和見的な役員を一掃するために伊郷と組んで行った芝居だった。
中央建設との合併を前に健康上の理由で退任。その際合併後の秘書室長に就任することが内定していた金太郎に自身が秘書室長時代に書き留めていた日誌を授ける。
丸山 登（まるやま のぼる）
ヤマト中央建設初代社長(ヤマト建設から通算すると六代目)。ヤマト建設とゼネコン最大手加柴グループの元子会社だった中央建設との合併後に誕生したヤマト中央の社長に就任。アクアライン構想でヤマトがJV幹事会社になることを由としない加柴の平尾会長の謀略に従ってヤマトと合併を推し進めた。しかし、金太郎と接していくうちに、「親」である加柴建設より、「子」であるヤマト中央が大切であると平尾会長から離反。伊豆箱根の湯田ホテルの手抜き工事の対応を見届けた後、末期癌のこともあり自殺する。一人息子・修一がいたが、交通事故で死亡。死に目に会えなかった。
大和 龍平（やまと りゅうへい）
守之助が芸者に産ませた隠し子。旧姓：大友。世界を旅していた。金太郎が社長就任を辞退したことで急遽伊郷の後任社長候補として日本に呼び戻される。帰国後、正式に守之助の養子となり大和姓を名乗りその死後、ヤマト中央建設の社長に就任する。
『新サラリーマン金太郎編』で伊郷の後継として社長にあったが、不況に抗しきれず倒産に追い込まれてしまうが、金太郎に再会。社長職を金太郎を引き渡す。
鷹司 誠士（たかつかさ せいじ）
元通産省の官僚。黒川社長より次期社長候補にとヤマト建設に入社した。異常なほどに金太郎に対してライバル意識を持つ。ヤマト建設倒産危機に乗じて、自らの野望(ヤマトからの独立画策)を果たそうとするが、危機解消後に画策および横領が発覚し、過去の功績と引き替えに懲戒解雇を免れ、自主退職。その後もアクアライン構想などで金太郎の追い落としを図ろうとするが、すべて失敗した。基本的に、女性を使い相手の情報を仕入れ、先手を打ち先んじるという方法を取る。本編終了直前久美に一目ぼれしプロポーズするが「東紅へ入社し、金太郎を手助けすること」との条件出され、改心し金太郎をサポートすると久美に告げるが、すでに金太郎は退社した後だった。久美から携帯の番号とアドレスを受け取るがあえて拒否し、金太郎を追いかけることを誓った。
マネーウオーズ編以降は官僚経験者として省庁の情報やアドバイスを提供するなど、金太郎の参謀となる。新サラリーマン金太郎では弟も登場する。
『五十歳』では大川町の町長を務め、任期満了後にクリーンの代表に就任する。
新井 徳明
ヤマト建設営業企画課係長。大島社長解任の騒動の時には社長のインサイダー取引の記事を出版社に仕掛けた。クールな人。
前田 一郎
ヤマト建設設計課勤務。元関東大学柔道部副将。鉛筆が書き易い削り方だったので誰が削ってくれているのかと聞きに来た時、出会って以来金太郎の友人にして良き理解者となる。
田中 政和
ヤマト建設営業課勤務。城東大学空手部出身。大島の解任後営業課長に就任、金太郎が営業一課に配属された際は直属の上司になるが金太郎の強運を前に自分と金太郎との差を見せつけられる。麻雀で人の性格を見抜くことができる。後、営業部長になる。
石川 吾郎
ヤマト建設人事課勤務。コンピュータのスペシャリスト。金太郎や田中・前田と飲んでおり、ヤクザとは一緒にいたが喧嘩になる前に帰った為に難を逃れた。以前、偶然にも会社のシステムにハッキングした際、大島の不正を掴んでいたため、以後コンピューターを異常に嫌っていたが竜太の命を救ったことで正義感に目覚め大島の倒閣に参加、不正の証拠のハッキングに成功。役員会に乗り込む。
水木 衛
ヤマト建設経理課長。渋谷でチンピラがぶつかった事を詫びなかった事に注意する。しかし、逆ギレされてぶつかったチンピラにからまれている所を上京してきたばかりの金太郎に助けられる。金太郎の家の隣に住んでおり、金太郎と家族同然のつきあいをしている。大島社長解任の騒動で課長から役員へと異例の昇進をする。
のちに合併後のヤマト中央建設にて旧中央建設の手抜き工事が発覚した際、誠実な対応を訴える金太郎に対し旧中央の役員が賄賂による隠蔽工作を主張した際には旧ヤマト組の先陣を切って金太郎を全面支持した。このときの役職は、経理担当専務取締役。
実力主義の伊郷会長の下で専務取締役に昇ったことを踏まえるとかなりの切れ者である。
武田（常務）
大島社長派の役員。
掛井（専務）
大島社長派の役員。
岡崎（所長）
荒船山トンネル工事の所長をつとめている。が、大島元社長の元で裏金作りに関わっていたおり、黒川社長に解任された。
川口 良子
ヤマト建設営業第二課社員。在学中に自分の好奇心と探求心を満足させるために世界中を旅して10年をすごす。ヤマト建設に入社して金太郎班に配属される。
加瀬 光一
ヤマト建設営業第二課社員。将来を嘱望されたプロ野球選手だったが辞めてヤマト建設に入社、金太郎班に配属される。
早田 勝蔵
ヤマト建設営業第二課社員。元警察官(暴力団担当)で上司を殴って退職しヤマト建設に入社、金太郎班に配属される。暴力団やパチンコ業界に顔が利く。
ジェームズ西崎
ヤマト建設営業第二課社員。日系4世のアメリカ人。金太郎班に所属。つねに状況を冷静に分析している。ノートパソコンをいつも所持。金太郎班解散後も金太郎をサポートするため登場している。

#### 地方支社
青葉 高子
ヤマト建設東北支社営業部員。黒川社長の子供だが世間的には伏せられている。金太郎に恋をし、父親である黒川に「金太郎の夢を壊さないでほしい」とお願いする。
後に、赤ん坊を抱いている描写あることから結婚した模様。
村上
ヤマト建設東北支社の営業部長。
岡本
ヤマト建設東北支社の設計積算部勤務。ゴルフをやるが野球の方が好き。
竹林 篤
ヤマト建設海外事業部の社員。金太郎とともにナビリアに行った。大阪支社出身。
石峰 和彦
ヤマト建設海外事業部の社員。金太郎とともにナビリアに行った。札幌支社出身。
大石 岩男
ヤマト建設海外事業部の社員。金太郎とともにナビリアに行った。九州支社出身。

### ナビリア関連
ハシリ
ナビリアに不慣れな金太郎をサポートし色々な事件から金太郎を助ける。一応英語の会話ができる。
アブ・ラル・マジェット
砂漠の建設会社、アル・シーク社の社長。ことあるごとに賄賂を要求し、最後は工事資金を持って夜逃げする。
ザイード
泥棒の罪で金太郎と同じ牢屋に入っていた。50人の手下を持つ大泥棒と自称しているが、実はゲリラのメンバーでアズラク解放軍東部方面司令官。獄中にて金太郎に食事をもらったことの恩返しに、命を救う。その後クーデターに成功し、ナビリアの外務大臣に就く。

### 主都電力関連
沢村エリ子
『五十歳』で初登場。本名 エリー・コールマン。
主都電力でヒラ社員である金太郎の専属秘書。ドナルド・コールマンの娘。
主都電力の株の30％をドナルド・コールマンから譲受し、筆頭株主となる。
主都電力取締役会で、金太郎をW・E側の主都電力社長候補に選任するが敗北する。
大野
『五十歳』で初登場。「主都電力東北第一原発」の所長 兼「事故処理会社・クリーン」の代表者。
島原に「事故処理会社・クリーン」の代表を解任されるが、なおも事故現場に乗り込み、被曝する。
川尻
『五十歳』で初登場。「主都電力」の総務部係長。
島原
『五十歳』で初登場。「主都電力」の常務。
株主投票後に副社長兼「事故処理会社・クリーン」の代表者の後任となる。
松永章太郎（まつなが しょうたろう）
主都電力の前身の日本電燈会社の創業者。
木川（きがわ）
元・重役。
北岩（きたいわ）
元・重役。

### 原発事故収束ファンド関連
新規事業立ち上げ担当副社長の金太郎が開設した部署。
稲垣
『五十歳』で初登場。元「主都電力」の総務部部長。
株主投票後に原発事故収束ファンドに参加。
菅野（すがの）
『五十歳』で初登場。元「姉ヶ崎発電所」の所長。
？
『五十歳』で初登場。元「中央給電指令所」の勤務。

### 事故処理会社・クリーン関連
金太郎が開設した東北原発事故処理専門の会社。
山崎
『五十歳』で初登場。元「主都電力」の社員。
ディック・ファウラー
『五十歳』で初登場。イギリス原子力開発の専門家。
吉村博士
『五十歳』で初登場。ミュー粒子の専門家。
沢田
『五十歳』で初登場。「株式会社RDS」の所属。
？
『五十歳』で初登場。「株式会社フジオカ」の所属。
？
『五十歳』で初登場。「大山建設株式会社」の所属。

### W・E（ワールドエネルギー）関連
『五十歳』で初登場。原発を作っているアメリカの企業。
ドナルド・コールマン
『五十歳』で初登場。W・E(ワールドエネルギー)のトップ。沢村エリ子の父親。
主都電力の株の30％を取得済だったが、沢村エリ子に委任する。

### 原子力損害賠償支援会関連
阿川 老人
『五十歳』で初登場。阿川 慎之助の祖父。
支援会の中心人物。
柴田 太郎
『五十歳』で初登場。経産省の元・事務次官。
支援会側の主都電力社長候補となり、株主投票で金太郎に勝利して社長となる。

### 国会議員関連
伊達 三郎
『五十歳』で初登場。『五十歳』でのもう一人の主人公。元暴走族・東北連合総長。暴走族を解散し秋田六区から初出馬し衆議院議員になる。無所属。初登院で大河原茂を殴り事情聴取を受けるが3時間で釈放され爆弾議員と報道された。
部下を使い、他国会議員のスキャンダルをネットにばら撒くが、阿川老人の部下の佐藤に襲撃される。
金太郎とタイマンをしたが敗北し、「東北連合」を率いて金太郎の傘下に入る。
自由民生党に入る。
阿川慎之助
『五十歳』で初登場。『五十歳』開始時の内閣総理大臣。
大河原 茂
『五十歳』で初登場。自由民生党幹事長。伊達に殴られるが、議事堂での暴力はなかったと否定する。
後日、伊達とタイマンを行い、特技の剣道で伊達を翻弄した(伊達は落ちていた木の枝を使用)
タイマン後に和解。
西島 忠雄
『五十歳』で初登場。衆議院議員。無所属。伊達に惚れ込み、自ら子分となる。
山金幸四郎
民主自由党出身の代議士。河北出身で河北市民からは高い支持を得ているが、裏では河北市全体の談合を裏から操っていた。かつては黒田の部下であり、美鈴には恩がある。談合疑惑が明るみに出たことで暴力団・天保組を使い時限爆弾で伊郷らに重傷を負わせるが、その事が金太郎が八州連合を率いて河北を暴走する原因となってしまう。今度はそれを逆手に取りヤマト建設を潰そうと企むも、三田・中村・美鈴の3人に圧力を掛けられたことで断念する。その後は金太郎の理解者になる。漫画では後に総理大臣に就任する。後年は病気のため地盤を金太郎に譲ろうとする。
黒田征四郎
大物政治家。美鈴は元愛人であり、美々の実父。現在は故人。かつて政界のほとんどを牛耳っていたが、物語開始の2年前に他界している。故人の為、作中では美鈴と山金幸四郎の回想にしか登場しない。生前は美鈴を溺愛しており、同郷である一ツ橋 伸吾(天風山)のことも可愛がっていた。しかし山金のミスで派閥から5人が落選した際には凄まじい剣幕で彼を罵倒していた。
朝倉 英雄
民主自由党代議士、祖父の代から続く代議士一族。社長命令で金太郎が陣営の事務員として出向した。
始めは独り立ちもできないバカ議員で物事から逃げてばかりであり、総選挙の選挙運動中も多くの有権者の目の前で元同級生の対立候補から仕掛けられた論戦から逃げ出すという大失態を演じた。
しかし金太郎との出会いで己を見つめ直し、在りのままの自分をさらけ出して世間と向きあう覚悟を決めた結果、ただ既得権益目当てで縋っていた祖父の代からの後援会員たちからは見放されたものの、それをカバーして余りあるほどの有権者からの純粋な支持を新たに獲得、善戦空しく惜敗したものの独り立ちを果たす。
その後はアメリカの上院議員の秘書を務めるためアメリカへ渡った。
北村
朝倉家を支えている参謀。選挙期間中は対立候補の事務所に大量の出前をするよう金太郎に電話で指示(金太郎は即座に電話を切った)するなど姑息な選挙参謀であったが、落選した英雄が独り立ちしたことに対し、他の古参の支持者が動揺する中で一人満足そうな表情を浮かべてその成長を喜んでいた。

### 中国関連
王 孟晋（おう もうしん）
『五十歳』で初登場。『五十歳』開始時の総書記。
王 金平（おう きんぺい）
『五十歳』で初登場。『五十歳』開始時の国家主席。
孟 千永（もう せんえい）
『五十歳』で初登場。中国政府の高官。対日強硬派の中心人物。
蔡 路中（さい ろちゅう）
『五十歳』で初登場。孟 千永の特任秘書。
ジャクソン・マー
『五十歳』で初登場。中国の実業家。
ラビン・リー
『五十歳』で初登場。中国の実業家。

### モンゴル関連
大統領
『五十歳』で初登場。『五十歳』開始時の大統領。
ゾリグ
『五十歳』で初登場。大統領の弟。中国モンゴル大使館に駐在。兄にそっくりの容姿をしている。
朝天竜
『五十歳』で初登場。 日本の大相撲の元・横綱。

### その他の登場人物
水木 一樹
水木衛の長男。父親を尊敬していたが、チンピラにからまれた時に金で解決しようとしているのを見て非行に走りそうになるが、金太郎に諭される。後にアメリカへ留学する。
椎名 忠志
元「八州連合」特攻隊長。現在は父親の後を継いでヤクザの若親分。金太郎が前田達と行ったクラブでバカにされた事に立腹し、喧嘩したヤクザ達は彼の子分であった。金太郎と椎名は、翌日「ヤマト建設」に文句を言いに来た際に再会、金太郎が「ヤマト建設」に初出社の日に八州の元メンバーが「ヤマト建設」社屋前に迎えに来ていたこと、そして金太郎が帰ってきていたことは知ってはいたが、その日程中に父親が亡くなり、葬儀がぶつかって迎えに出られなかった事を子分の前で詫び、「金ちゃんとこんな形とはいえ、会えるとは夢にも思わなかった」と感激の涙を流した。そのため、何も言わずに引き上げた。順不同では金太郎とタイマンを演じた。
渋谷で暴走族を率いていた。規模は断然、椎名が上回っていたが、金太郎とのタイマンに敗れたことで傘下に降り、自身は上記の通り、特攻隊長に就く。八州連合メンバーの中で誰よりも金太郎に惚れ込み、かつ尊敬しており、金太郎が山王会と揉めた時は、金太郎を守る為「全面戦争も辞さず」と言い切るほど。それゆえに金太郎からは全幅の信頼を置かれており、八州連合再結集の際には即答に近い形で特攻隊長の任を再び命じられていた。
『五十歳』では「関東青葉会」会長を務める。
中村 加代
新宿の高層ビルが見える場所に広大な土地(漫画では広大な土地にぽつんと中村の家が建っている)を持ち、莫大な金を動かす力を持つ謎の老婆。昭和元年生まれ。政界財界、裏世界にまで強大な影響力を持つ。まっすぐな金太郎に気を掛けている。金太郎が偶々、水木とパチンコに行った際に出会った。
元々は相場師であった父親が日本が戦争に負けると予測、全財産をドルに換金し持ち山に隠していた。敗戦後手元にあるドルを元手に一等地を買いあさりその名義を加代にしていた為、相続税で引かれることも無く、財産を丸々受継いだ。マスコミからは、「日本のブラックマネーの発生源」と称されているが、様々な企業に出資をしており、彼女の影響力は計り知れない。
加代自身に子は無く(親戚などはいるが)、自身の財産を金太郎に受継いでもらいたいと思うほど、惚れ込んでいる。その為、金太郎が勤めるヤマト建設の負債の一部200億をあっさり貸すほどである(金太郎が「200円じゃないんだよ？」と確認するぐらいあっさり承諾した)。一時は負債に喘ぐヤマト建設のオーナーだった。
『マネーウォーズ編』で自身が何故、これほどの大富豪なのか理由を明かしていた。
『新サラリーマン金太郎編』では、出版会社・怪童社へ金太郎を社長として送り込む。
『五十歳』でも存命で、金太郎を主都電力に送り込んだ張本人。
同じ作者の漫画『男一匹ガキ大将』に登場する水戸のおばばと、キャラクターデザインと大富豪である点が似ているが、立ち位置は異なる(水戸のおばばは主人公の宿敵である)。
ドラマ版では、大和守之介の幼馴染みで真澄と言う娘がいると設定されており、真澄が金太郎と結婚したと言う設定もあり、ドラマ版では金太郎の義母である(映画版では伊郷の説得にもあたっている)。
三田 善吉
関東の総会屋を牛耳る大物フィクサー。財界政界に強力な力をもつ。自分の息子を殴られたことがきっかけで金太郎と知り合うが、その心意気を気に入り、よき理解者となる。金太郎には自分の跡目を継いでもらおうとした。美鈴に金太郎を紹介した。
金太郎にある意味最も影響を与えた人物で、「三田のじいさんの受け売りだけどな」がかなり出てくる。
『五十歳』第8話で老衰の為、死去。
三田の息子
三田の息子。父親に似合わず傲慢かつ粗暴な性格。金太郎にアゴを砕かれ激昂して父親に告げ口した。いわゆる父親の七光りで父親が偉いことで自分も偉いと思っている。
三田の部下
三田の息子が殴られたことで金太郎を襲った三田の部下2人組。大柄な方はケンカ早く暴力的な性格。眼鏡をかけた中年は冷静で礼儀正しい。大柄な方が金太郎に襲い掛かるが敗北した。眼鏡の方は三田を「オヤジ」と呼んでいる。2008年版のドラマでは大柄な方が土方鈔月、眼鏡の方が藤村瑛水と名前がつけられている。
明智（刑事）
昔の金太郎をよく知る刑事。物語の冒頭で必ず金太郎と遭遇し留置所へ泊めている。
晴海
元・大和会長宅のお手伝いさん。耳が不自由。金太郎に会い、男性を信じて生きる勇気を得る。
大場 有希
大和守之助の孫娘。車で崖から落ちそうになるところを金太郎に助けられ、金太郎のことを好きになるが、金太郎は子供扱いで相手にされなかった。旧姓：江沢。
松井（部長）
「スーパー牛木屋」の京葉地区担当部長。電車の中で痴漢したのを金太郎に見逃してもらい、ヤマト建設に金太郎を名指しで仕事を出した。
木村 洋
「一ツ橋土木」の社員。元「八州連合」城東支部長の高橋将平の元にいた。
一ツ橋伸吾（天風山）
「一ツ橋土木」の社長で元力士。かつて「ヤマト建設」から強引な仕事を請け負う条件に下請け料以外にも裏で金を貰う約束をしていた。当初はその金を当てにして借金で設備投資をしたが、ヤマト側が金を支払おうとしなかった為(噂ではヤマト建設元社長の大島が株の購入の為に横領したらしい)、腹いせに依頼されていた工事を行わなかった。その為当初は金太郎と対立していたが、後に和解。美鈴と愛人関係にあった黒田とは同郷であり、彼の生前にはその縁で可愛がってもらったことから美鈴には頭が上がらない。また美々とも面識がある(ただし、美々の方は彼の事を忘れていた)。
大川（先輩）
「八州連合」初代総長。金太郎の高校時代の先輩。
神崎
暴力団「三葉会」組長。かけだしのころに金太郎の父親に人殺しの罪の身代わりになってもらっていた。
堂島
「三葉会」若頭。中村のボディーガードをしていた。
神崎千恵子
椎名の婚約者。電車の中で金太郎に痴漢から助けられる。
倉本 一郎
「北東総合建設」社長。元河北市の助役で河北市の談合に関与しているが、金太郎が召集した「八洲連合」に吊し上げられた。
半田 司郎
「河北市役所」の企画課長。飼い犬を金太郎に助けられたことから金太郎を気に入り、市民ホールの増改築の見積もりをヤマトに出した。後に不正入札に関わったとして懲戒免職処分となる。
田部
「田部建設」社長。「北東建設」に持ち株を担保に金を借りており持ち株を握られている。
川島（副頭取）
「昭栄銀行」元・副頭取。定年で退職した。飛び降り自殺を図ろうとするところを金太郎に止められた。
松平 一平
「松平創業」社長。
「八州連合」の配下に所属していた。「ヤマト建設」が密かに開発していた耐震構造技術の奪取と金太郎を自分の配下にするという目的のため、取引銀行や前社長の大島を使ってヤマト建設を倒産させようと計画するも、金太郎の奇策の前に敗北した。
菊地 和成
「ヤマト建設」のメインバンクである東京昭和銀行の頭取。「ヤマト建設」に人無しと判断して仁義を弁えない手段でヤマトを潰そうとしたが、逆にこれが加代の怒りに触れ、加代の預金200億全てをヤマトが滞納している金利・不渡り手形へ落とす形で絶縁を言い渡され、平成銀行にメインバンクを挿げ替えられた上に加代の息のかかった企業から取引を打ち切られる失態を犯した。
北本
「大日本電気」の社員。通信機器設置工事の監督を務める。金太郎達の仕事ぶりに驚き、見守っているがそれが逆に金太郎にはプレッシャーとなる。
金崎 鉄男
「金崎興業」会長。パチンコ屋を経営している。はじめは金太郎を嫌っていたが、のちにパチンコ業界とのパイプ役として協力する。
金崎 光明
金崎鉄男の息子にして社長。金太郎を嫌っている。
金崎 貴明
金崎光明の息子。金崎一族の三代目として一族の期待をあつめる。竜太とおなじ幼稚園に通う。
木村 達也
ナンバーワンの売れっ子歌手。美々とつきあっていた。
川井 秀男
「カントリーウイスキー」の会長で元・ジャルダンの常連。美鈴をよく知っている。千秋の祖父でとてもかわいがっている。
菊川 千秋
「カントリーウイスキー」の社長秘書として働く。金太郎と恋に落ちそうになりやくざに誘拐され、金太郎に救出される。出生に秘密がある
大場 光司
「大場建設」の御曹司。守之助の孫、有希と結婚する。「ヤマト建設」の乗っ取りをたくらみ、金太郎を追い出そうとしたがあと一歩のところで金太郎に殴られて逃走し乗っ取りに失敗。
しかしその数年後には精神的にも人間的にも成長したのか、有希との離婚を無事回避し、金太郎とも和解。元子会社だった「中央建設」を隠れ蓑に大手ゼネコンの「加柴建設」がヤマトの乗っ取りを画策していることを金太郎に伝えた。
町村 哲
総会屋「町村経済研究所」の会長。千秋を誘拐し「カントリーウイスキー」を強請るが失敗。金太郎と義兄弟の杯を交わす。
本城 勝
日本最大の暴力団「山王会」総裁。刑務所仲間だった金太郎の父親・照男に命を救われたことを恩義に感じ、自宅に住まわせ面倒をみており、息子である金太郎にも協力を惜しまない。物語後半には頻繁に登場する。
伊達宇太郎（だて うたろう）
『五十歳』で初登場。伊達 三郎の祖父。阿川老人とも旧知の仲。金太郎・三郎の入院先に現れ、金太郎に三郎を託す。
野口
『五十歳』で初登場。伊達の部下。父親は医者。
佐藤
『五十歳』で初登場。阿川老人の部下。
？の依頼で伊達を襲撃するが、伊達一派に報復される。
黒崎 五郎（くろさき ごろう）
元「八州連合」のメンバー。初期から金太郎が「八州連合」集合をかける時などに連絡する人物で、コミックリリーフ的役割も担う。金太郎や椎名からは「黒(クロ)」の愛称で呼ばれている。
元は違う暴走族の総長をしていて金太郎とは特に対立もしていなかったが、金太郎の心意気に惚れ込み八州連合の下に入った経緯がある。
『五十歳』では「黒崎モータース」の社長。

## 書誌情報
特記のない限り著者は本宮ひろ志、発行は全て集英社のヤングジャンプ・コミックスより。
- 『サラリーマン金太郎』 全30巻
  1. 1994年12月13日第1刷発行（12月8日発売[集 1]）、ISBN 4-08-875274-0
  2. 1995年3月22日第1刷発行（3月17日発売[集 2]）、ISBN 4-08-875275-9
  3. 1995年6月24日第1刷発行（6月19日発売[集 3]）、ISBN 4-08-875276-7
  4. 1995年9月24日第1刷発行（9月19日発売[集 4]）、ISBN 4-08-875277-5
  5. 1995年12月13日第1刷発行（12月8日発売[集 5]）、ISBN 4-08-875278-3
  6. 1996年3月24日第1刷発行（3月19日発売[集 6]）、ISBN 4-08-875279-1
  7. 1996年6月24日第1刷発行（6月19日発売[集 7]）、ISBN 4-08-875280-5
  8. 1996年9月24日第1刷発行（9月19日発売[集 8]）、ISBN 4-08-875287-2
  9. 1996年11月24日第1刷発行（11月19日発売[集 9]）、ISBN 4-08-875288-0
  10. 1997年1月22日第1刷発行（1月17日発売[集 10]）、ISBN 4-08-875289-9
  11. 1997年4月23日第1刷発行（4月18日発売[集 11]）、ISBN 4-08-875290-2
  12. 1997年8月25日第1刷発行（8月20日発売[集 12]）、ISBN 4-08-875546-4
  13. 1997年11月24日第1刷発行（11月19日発売[集 13]）、ISBN 4-08-875582-0
  14. 1998年2月24日第1刷発行（2月19日発売[集 14]）、ISBN 4-08-875614-2
  15. 1998年5月24日第1刷発行（5月19日発売[集 15]）、ISBN 4-08-875646-0
  16. 1998年8月24日第1刷発行（8月19日発売[集 16]）、ISBN 4-08-875683-5
  17. 1998年12月16日第1刷発行（12月11日発売[集 17]）、ISBN 4-08-875730-0
  18. 1999年1月24日第1刷発行（1月19日発売[集 18]）、ISBN 4-08-875743-2
  19. 1999年4月24日第1刷発行（4月19日発売[集 19]）、ISBN 4-08-875776-9
  20. 1999年8月24日第1刷発行（8月19日発売[集 20]）、ISBN 4-08-875809-9
  21. 1999年10月24日第1刷発行（10月19日発売[集 21]）、ISBN 4-08-875835-8
  22. 2000年1月24日第1刷発行（1月19日発売[集 22]）、ISBN 4-08-875867-6
  23. 2000年4月24日第1刷発行（4月19日発売[集 23]）、ISBN 4-08-876007-7
  24. 2000年8月23日第1刷発行（8月18日発売[集 24]）、ISBN 4-08-876050-6
  25. 2000年11月22日第1刷発行（11月17日発売[集 25]）、ISBN 4-08-876085-9
  26. 2001年2月24日第1刷発行（2月19日発売[集 26]）、ISBN 4-08-876118-9
  27. 2001年5月23日第1刷発行（5月18日発売[集 27]）、ISBN 4-08-876153-7
  28. 2001年8月22日第1刷発行（8月17日発売[集 28]）、ISBN 4-08-876191-X
  29. 2002年1月23日第1刷発行（1月18日発売[集 29]）、ISBN 4-08-876254-1
  30. 2002年3月24日第1刷発行（3月19日発売[集 30]）、ISBN 4-08-876281-9
- 『サラリーマン金太郎 マネーウォーズ編』 全5巻
  1. 2006年4月24日第1刷発行（4月19日発売[集 31]）、ISBN 4-08-877065-X
  2. 2006年4月24日第1刷発行（4月19日発売[集 32]）、ISBN 4-08-877066-8
  3. 2006年6月24日第1刷発行（6月19日発売[集 33]）、ISBN 4-08-877095-1
  4. 2006年9月24日第1刷発行（9月19日発売[集 34]）、ISBN 4-08-877144-3
  5. 2006年12月24日第1刷発行（12月19日発売[集 35]）、ISBN 4-08-877184-2
- 『新サラリーマン金太郎』 全7巻
  1. 2009年8月24日第1刷発行（8月19日発売[集 36]）、ISBN 978-4-08-877701-6
  2. 2009年9月23日第1刷発行（9月18日発売[集 37]）、ISBN 978-4-08-877719-1
  3. 2009年12月23日第1刷発行（12月18日発売[集 38]）、ISBN 978-4-08-877777-1
  4. 2010年9月22日第1刷発行（9月17日発売[集 39]）、ISBN 978-4-08-879031-2
  5. 2010年12月22日第1刷発行（12月17日発売[集 40]）、ISBN 978-4-08-879083-1
  6. 2011年3月23日第1刷発行（3月18日発売[集 41]）、ISBN 978-4-08-879121-0
  7. 2011年3月23日第1刷発行（3月18日発売[集 42]）、ISBN 978-4-08-879127-2
- 『サラリーマン金太郎 五十歳』 全4巻
  1. 2015年7月22日第1刷発行（7月17日発売[集 43]）、ISBN 978-4-08-890227-2
  2. 2015年9月23日第1刷発行（9月18日発売[集 44]）、ISBN 978-4-08-890272-2
  3. 2016年1月24日第1刷発行（1月19日発売[集 45]）、ISBN 978-4-08-890339-2
  4. 2016年4月24日第1刷発行（4月19日発売[集 46]）、ISBN 978-4-08-890392-7

## テレビドラマ
これまでに2度、それぞれ別のキャストと製作陣によって実写TVシリーズ化が行われており、1度目は1999年から2004年にかけて高橋克典主演でTBS系列にて放映され、2度目は2008年から2010年にかけて永井大主演でテレビ朝日系列で放映された。
1999年11月13日には、東宝系にて高橋克典主演で映画も公開されている。

## 映画
鈴木伸之主演。【暁】編（2025年1月10日公開）、【魁】編（2025年2月7日公開）。 物語序盤の再映像化だが、性的な場面が割愛されるなど、従来のストーリーからはかなり改変が加えられた。

### キャスト
- 矢島金太郎 - 鈴木伸之
- 鷹司誠士 - 城田優
- 末永美鈴 - 石田ニコル
- 李秀麗 - 文音
- 前田一美 - 影山優佳
- 大島源造 - 橋本じゅん
- 黒川優作 - 尾美としのり
- 徳永公平 - 草川拓弥
- 関根フユ - 中田喜子
- 三田善吉 - 本田博太郎
- 中村加代 - 浅野温子
- 大和守之助 - 榎木孝明

### スタッフ
- 原作 - 本宮ひろ志「サラリーマン金太郎」（集英社刊）
- 監督 - 下山天
- 脚本 - 田中眞一

### 主題歌
- 【暁】編「Get Wild」歌 - BALLISTIK BOYZ from EXILE TRIBE
- 【魁】編「Cozy」歌 - GENERATIONS

## テレビアニメ
2001年2月18日から3月18日まで、BS-iで放送。全20話。伊郷が爆弾を送られた事件の復讐編まで放送された。

### キャスト
- 矢島金太郎 - 宮本大誠
- 末永美鈴 - 田中敦子
- 末永美々 - 柚木涼香
- 矢島竜太 - 城雅子
- 大和守之助 - 川久保潔
- 大島源造 - 渡部猛
- 黒川優作 - 野沢那智
- 伊郷龍蔵 - 富田耕生
- 中村加代 - 巴菁子
- 前田一郎 - 永野広一
- 田中政和 - 河野智之
- 神永宏 - 宝亀克寿
- 椎名崇 - 安井邦彦
- 水木衛 - 関根信昭
- 桜井京子 - 勝生真沙子
- 三田善吉 - 加藤精三

### スタッフ
- 原作 - 本宮ひろ志
- 監督 - 勝間田具治
- シリーズ構成 - 富田祐弘
- キャラクターデザイン - 須田正己
- 美術監督 - 勝又激
- 色彩設計 - 柴田恭子
- 撮影監督 - 山越康司
- 編集 - 西山茂
- 音楽 - 神尾憲一
- 音響監督 - 岩浪美和
- プロデューサー - 源生哲雄、茂川博史、中野徹、久保聡、高橋紀成
- アニメーション制作 - ジェイ・シー・エフ
- 製作 - 『サラリーマン金太郎』製作委員会（東京放送、ビーエス・アイ、81 PRODUCE、サード・ライン、シー・アイ・エー、集英社、バンダイビジュアル）
- バイクコーディネート、劇用車製作-古橋祐二　MISTY

### 主題歌
オープニングテーマ「時空〜ときのそら〜」
作詞 - 松澤由美 / 作曲・編曲 - 朝本浩文 / 歌 - 松澤由美
エンディングテーマ「Heaven〜僕の中の天国〜」
作詞 - 高橋紀成 / 作曲 - 小比類巻かほる / 編曲 - Kohhy+Yo-4 / 歌 - 高橋紀成

### 各話リスト
| 話数   | サブタイトル         | 脚本       | (絵コンテ) 演出     | 作画監督   |
| ------ | -------------------- | ---------- | ------------------- | ---------- |
| 第1話  | 金太郎、入社する     | 富田祐弘   | 勝間田具治          | 金子匡邦   |
| 第2話  | 金太郎、喧嘩する     | 富田祐弘   | (明比正行) 牧野吉高 | 大倉珠夫   |
| 第3話  | 金太郎、女心を揺らす | 富田祐弘   | 山内富夫            | 木下ゆうき |
| 第4話  | 金太郎、大暴走する   | 富田祐弘   | 山吉康夫            | 高橋英吉   |
| 第5話  | 金太郎、大いにもてる | 富田祐弘   | 勝間田具治          | 森川均     |
| 第6話  | 男たちの正念場       | 富田祐弘   | 牧野吉高            | 浜森理宏   |
| 第7話  | 金太郎、きれる       | 小林千賀子 | 小野勝巳            | 大倉珠夫   |
| 第8話  | 金太郎、大物に屈せず | 富田祐弘   | (奥脇雅晴) 辻泰永   | 木下ゆうき |
| 第9話  | 金太郎、美鈴と恋する | 小林千賀子 | 山吉康夫            | 高橋英吉   |
| 第10話 | 金太郎、社命を受ける | 富田祐弘   | 勝間田具治          | 金子匡邦   |
| 第11話 | 金太郎、現場をしめる | 小林千賀子 | 牧野吉高            | 浜森理宏   |
| 第12話 | 金太郎、なし遂げる   | 富田祐弘   | 小野勝巳            | 大倉珠夫   |
| 第13話 | 金太郎、帰郷する     | 小林千賀子 | 山内富夫            | 木下ゆうき |
| 第14話 | 金太郎、人を繋ぐ     | 富田祐弘   | (勝間田具治) 山田徹 | 波風立流   |
| 第15話 | 金太郎、転勤する     | 小林千賀子 | 勝間田具治          | 森川均     |
| 第16話 | 金太郎、営業する     | 富田祐弘   | 牧野吉高            | 浜森理宏   |
| 第17話 | 金太郎、談合する     | 小林千賀子 | 明比正行            | 金子匡邦   |
| 第18話 | 河北の黒い霧         | 富田祐弘   | 勝間田具治          | 佐々門信芳 |
| 第19話 | 金太郎、辞表を書く   | 富田祐弘   | 山吉康夫            | 大倉珠夫   |
| 第20話 | 金太郎、荒らぶる     | 富田祐弘   | (西沢信孝) 辻泰永   | 木下ゆうき |

## パチンコ・パチスロ
パチンコ
- CRサラリーマン金太郎（2006年、サミー）
- Pサラリーマン金太郎（2022年、藤商事）

パチスロ
- サラリーマン金太郎（2001年、ロデオ）
- スロッター金太郎（2003年、ロデオ）
- 天下無敵!サラリーマン金太郎（2008年、ロデオ）
- サラリーマン金太郎 出世回胴編（2015年、ロデオ）
- パチスロサラリーマン金太郎MAX（2019年、EXCITE）

## コンシューマーゲーム
バンダイからPlayStation用ゲームソフト『サラリーマン金太郎 THE GAME』が2000年6月22日に発売された。ジャンルはアドベンチャー。

## アーケードゲーム
サミーのアーケード基板ATOMISWAVE用AW-NET対応ゲームとして『ネットセレクト サラリーマン金太郎』が2004年春に稼動した。大富豪、リバーシ、三人麻雀といった3種類のゲームで全国のプレイヤーと対戦することが可能で、勝ち続ける事ができれば1コインで3回まで連続してプレイすることができた。ゲームに勝つことでポイントが溜まり、これによって階級を上げていき「社長」を目指す。
連続プレイによるコストパフォーマンスに優れたゲームとして人気を集めたが、2006年11月30日のAW-NETサービス終了に伴いほぼ全てのゲームセンターから撤去され、現在は稼動している姿を見ることができない。

## モバイルゲーム
iモード用
- キャバ嬢っぴ
レベルファイブ発売のiモードキャバ嬢育成ゲームで2010年4月1日のバージョンアップよりコラボレーションとして登場。『社長 島耕作』の島耕作、『笑ゥせぇるすまん』の喪黒福造、『サラリーマン金太郎』の矢島金太郎、『釣りバカ日誌』のハマちゃんとスーさんの5人が客として登場している[7]。

Mobage用
- サラリーマン金太郎
Hot Pod提供のソーシャルゲームアプリで2011年11月10日より配信開始。プレイヤーは、サラリーマンとなって、優勝すると大規模なプロジェクトの開発権が得られる「リーマンファイトクラブ」に参加して優勝を目指す。アイテム課金制。

## ムービーコミック
2014年10月22日より「UULA」にて、原作漫画をコマごとに分け、セリフや効果音を加えたムービーコミック『UULAマンガ』が配信されている。
- 主題歌：DA PUMP『Who's That Girl』